# Horné Zelenice
Horné Zelenice este o comună slovacă, aflată în districtul Hlohovec din regiunea Trnava. Localitatea se află la altitudinea de 138 m deasupra n.m., se întinde pe o suprafață de 4,25 km2 și în 2017 număra 692 de locuitori.

## Istoric
Localitatea Horné Zelenice este atestată documentar din 1244.

## Demografie
| An:                | 1994 | 2004   | 2014   | 2024   |
| ------------------ | ---- | ------ | ------ | ------ |
| Număr de persoane: | 627  | 655    | 706    | 713    |
| Diferență:         |      | +4,46% | +7,78% | +0,99% |

| An:                | 2023 | 2024   |
| ------------------ | ---- | ------ |
| Număr de persoane: | 696  | 713    |
| Diferență:         |      | +2,44% |